# Aerosmith Video Scrapbook
Aerosmith Video Scrapbook es un video (VHS) donde destacan material en vivo y algunos vídeos promocionales, unto a conversaciones entre la cinta y sus familias. También fue publicado en laserdisc. En febrero de 1988 la RIAA certificó el disco como Oro.

## Lista de canciones
1. "Toys In The Attic (Live at Pontiac Silverdome 1976)"
2. "Same Old Song and Dance (Live at Pontiac Silverdome 1976)"
3. "Chip Away the Stone (vídeo musical)
4. "Draw The Line (Live at California Jam 2 1978)"
5. "Dream On (Live at Largo,MD Capital Center Nov. 9, 1978)"
6. "Sweet Emotion (Live at Pontiac Silverdome 1976)"
7. "Chiquita (vídeo música)"
8. "Lightning Strikes (vídeo musical)"
9. "Walk This Way (Live at Pontiac Silverdome 1976)"
10. "Adam's Apple" (Live at Pontiac Silverdome 1976)"
11. "Train Kept A Rollin' (Live at Pontiac Silverdome 1976)"
12. "SOS (Live at Pontiac Silverdome 1976)"

## Miembros de la banda
- Tom Hamilton
- Joey Kramer
- Joe Perry
- Steven Tyler
- Brad Whitford
- Jimmy Crespo
- Rick Dufay

- Datos: Q508573